# Stefan Todorović
Stefan Todorović (in serbo Стефан Тодоровић?; Belgrado, 4 dicembre 2002) è un cestista serbo.

## Carriera

### Nazionale
Con la nazionale under-19 serba ha partecipato ai Mondiali di categoria del 2021, conclusi al quarto posto finale.